# Plouvara
Plouvara – miejscowość i gmina we Francji, w regionie Bretania, w departamencie Côtes-d’Armor.
Według danych na rok 1990 gminę zamieszkiwały 933 osoby, a gęstość zaludnienia wynosiła 42 osoby/km² (wśród 1269 gmin Bretanii Plouvara plasuje się na 600. miejscu pod względem liczby ludności, natomiast pod względem powierzchni na miejscu 444.).